# Tun Veli
Tun Veli (italsky Ton Grande) je malý neobydlený ostrov v Jaderském moři. Je součástí Chorvatska, leží v Zadarské župě a je součástí Zadarského souostroví. Sousedními ostrovy jsou Zverinac, Tun Mali, Molat, Sestrunj, Šilo a Sparušnjak. Nejvyšším vrcholem je Veli vrh, dosahující nadmořské výšky 122 m. Jeho rozloha je 2,21 km².
U nejzápadnějšího mysu ostrova, nazývaného jako Zmorašnja punta, se nachází maják, který označuje průliv Velo Žaplo mezi ostrovy Tun Mali a Tun Veli. Od Sestrunje je oddělen Sestrunjským kanálem, od Zverinace Tunským kanálem. Nejjižnější mys se nazývá Široki bok, který se jmenuje podle jedné ze zátok (dalšími zátokami jsou Zmorašnji bok a Južni bok). Ostrov se nachází u zálivu nazývaného jako Sedmovraće, podle sedmi průlivů, které jej ohraničují, a u zálivu Maknare na severovýchodě.